# Garnizon Lwów
Garnizon Lwów – garnizon we Lwowie zajmowany kolejno przez instytucje i jednostki wojskowe Cesarskiej i Królewskiej Armii, Wojska Polskiego II RP, Armii Czerwonej, Wehrmachtu, Armii Radzieckiej i Sił Zbrojnych Ukrainy.

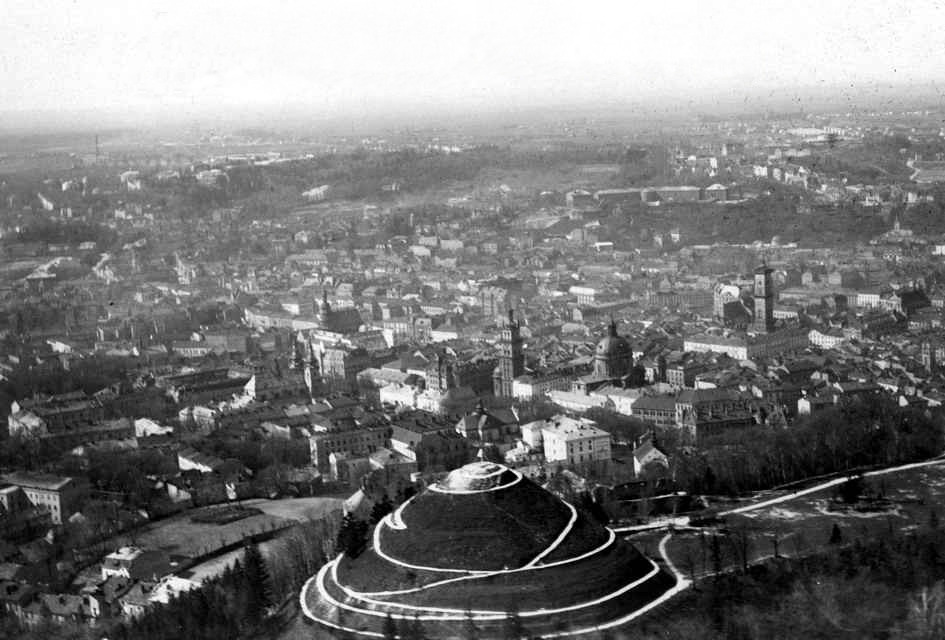
Lwów - lata 30. XX w.

## Cesarski i Królewski garnizon
- 11 Korpus
- 11 Dywizja Piechoty
- 30 Dywizja Piechoty

- VX Brygada Piechoty (30 i 80 pp)
- C. i K. 30 Pułk Piechoty
- C. i K. Komenda 55 Pułku Piechoty i II batalion
- C. i K. Komenda 80 Pułku Piechoty oraz I i III batalion
- C. i K. Komenda 95 Pułku Piechoty oraz I IV batalion
- II Batalion 15 Pułku Piechoty z Tarnopola
- C. i K. 30 Batalion Strzelców Polnych

- 4 Dywizja Kawalerii
- C. i K. Komenda XXI Brygada Kawalerii (1 p.uł. Lwów, 9 pdrag. Brody, 15 pdrag. Żółkwia)
- C. i K. 1 Pułk Ułanów
- C. i K. Komenda 3 Brygady Kawalerii Obrony Krajowej
- C. i K. 1 Pułk Ułanów Obrony Krajowej

- C. i K. VXXXV Brygada Obrony Krajowej
- C. i K. 19 Pułk Piechoty Obrony Krajowej
- C. i K. 85 Pułk Piechoty Obrony Krajowej

- 11 Brygada Artylerii Polowej
- C. i K.11 Batalion Saperów
- C. i K. 3 Pułk Taborów
- Dywizjon Taborów Nr 11

- Szkoła Kadetów Piechoty
- Komenda Placu Nr 11
- Sąd Garnizonowy
- Sąd Obrony Krajowej
- Szpital Garnizonowy Nr 14
- Dom Inwalidów
- Pływalnia wojskowa przy ul. Pełczyńskiej

## Garnizon Wojska Polskiego II RP
Prestiż miasta w okresie II Rzeczypospolitej podnosił fakt, że było ono dużym garnizonem wojskowym. Stacjonowały w nim między innymi:
Wyższe dowództwa, władze terytorialne i lokalne
- Inspektorat Armii Nr 5 (1921-1926)
- Inspektorat Armii z siedzibą we Lwowie (1926-1939)[1]
- Dowództwo Okręgu Generalnego "Lwów" (1919-1921)
- Dowództwo Okręgu Korpusu Nr VI pl. Bernardyński 6[2] (1921-1939)
- Okręgowy Urząd Wychowania Fizycznego i Przysposobienia Wojskowego ul. Jabłonowskich[2]
- Komenda Garnizonu Lwów ul. Wałowa 6[2]
- Komenda Miasta Lwów ul. Wałowa 6[2]

Obsada personalna komendy miasta w marcu 1939
- komendant miasta – ppłk piech. Jan Chodźko-Zajko †1940 Charków
- adiutant – rtm. adm. (kaw.) Kazimierz Maksymilian Burnatowicz †1940 Charków
- kierownik referatu mobilizacyjnego – kpt. adm. (art.) Leopold Klemens Korczak †1940 Charków
- kierownik referatu OPL – kpt. adm. (piech.) Karol Bronisław Antoni Bereźnicki †1940 Charków
- kierownik referatu bezpieczeństwa i dyscypliny – kpt. adm. (art.) Tadeusz II Kowalski †1940 Charków
- kierownik referatu administracyjno-kwaterunkowego – kpt. adm. (piech.) Kazimierz Anastazy Siciński †1940 Charków

- Dowództwo 5 Dywizji Piechoty
- 19 pułk piechoty Odsieczy Lwowa[5] (od 27 lutego 1921 stacjonował w Cytadeli)
- 40 pułk piechoty Dzieci Lwowskich[6]
- I/26 pułku piechoty[7]
- Dowództwo Lwowskiej Brygady Obrony Narodowej ul. Jabłonowskich[2]
- batalion ON "Lwów I"
- batalion ON "Lwów II"

- Inspektorat Jazdy przy Inspektoracie Armii Nr 5 (1921-1924)
- Dowództwo 4 Dywizji Kawalerii (1924-1930)
- Dowództwo VI Brygady Jazdy (1921-1924)
- Dowództwo XVI Brygady Kawalerii (1924-1930)
- 14 pułk Ułanów Jazłowieckich[8] (ul. Łyczakowska)

- Dowództwo 6 Grupy Artylerii
- 5 Lwowski pułk artylerii lekkiej
- 6 pułk artylerii ciężkiej Obrońców Lwowa
- 6 dywizjon artylerii przeciwlotniczej

Oddziały pozostałych broni
- 6 pułk lotniczy
- 6 batalion pancerny
- 6 dywizjon żandarmerii pl. Bema 3[2]
- Kadra 6 dywizjonu taborów (w 1939 r. przeniesiona do Jaworowa)
- 2/VI batalion wartowniczy

- Wojskowy Sąd Okręgowy nr 6 ul. Zamarstynów 9[2]
- Wojskowa Prokuratura Okręgowa nr 6 ul. Zamarstynów 9[2]
- Wojskowy Sąd Rejonowy
- Wojskowe Więzienie Śledcze nr 6

- Pomocnicza Składnica Uzbrojenia nr 6

- 6 Szpital Okręgowy im. Jana III ul. Łyczakowska 26[2]
- 6 batalion sanitarny (1922-1931)

- Składnica Materiału Intendenckiego nr 6 ul. Janowska 21[2]

Służba uzupełnień (poborowa)
- Powiatowa Komenda Uzupełnień Lwów Miasto (do 1 IX 1938) ul. św. Jacka 1[2]
- Powiatowa Komenda Uzupełnień Lwów Powiat (do 1 IX 1938) ul. Kurkowa 12[2]
- Komenda Rejonu Uzupełnień Lwów Miasto (1938–1939)
- Komenda Rejonu Uzupełnień Lwów Powiat (1938–1939)

Szkoły
- Korpus Kadetów nr 1 im. Marszałka Józefa Piłsudskiego ul. Kadecka 32[2]

## Garnizon Armii Radzieckiej
- Dowództwo Przykarpackiego Okręgu Wojskowego

## Garnizon Sił Zbrojnych Ukrainy
- Dowództwo korpusu